# Brunnera macrophylla
Brunnera macrophylla là loài thực vật có hoa trong họ Mồ hôi, có nguồn gốc từ Caucasus. Loài này được (Adans.) I.M.Johnst. mô tả khoa học đầu tiên năm 1924.
Đây là một loại cây thân thảo, thân rễ cứng, sống lâu năm, có thể cao từ 12 đến 18 inch (30 đến 45 cm), và mang những chiếc lá hình sợi đơn giản trên thân mảnh mai. Những chùm hoa nhỏ màu xanh lam, tương tự như những loại hoa chi Lưu Ly, nở vào giữa mùa xuân và nở trong 8 đến 10 tuần.